# Lâu đài Hoàng tử Henry
Lâu đài Hoàng tử Henry, hay Lâu đài Henry (tiếng Ba Lan: Zamek Księcia Henryka, Zamek Henryka) là một lâu đài được xây dựng vào 1806 (hiện nay còn lại các tàn tích) nằm trên đồi Grodna ở làng Staniszów, huyện Jeleniogórski, tỉnh Dolnośląskie, Ba Lan.
Tàn tích còn sót lại là một tòa tháp được làm bằng gạch và những khối đá lớn nhỏ không đều nhau. Mặt tiền có các cửa sổ với những kích thước khác nhau, và một lối đi dạng mái vòm. Ngoài ra, lâu đài còn có tầng hầm, 2 gian phòng và các bức tường xung quanh tòa tháp (tương đối nguyên vẹn). Hiện nay, tàn tích thuộc sở hữu tư nhân và đang được sử dụng để phát triển du lịch.

## Vị trí
Lâu đài Hoàng tử Henry nằm tại vị trí giao lộ của 3 làng: Staniszów (khoảng 30 phút đi xe), Marczyce (20 phút đi xe) và Sosnówka (20 phút đi xe).

## Lịch sử
Lâu đài được Hoàng tử Henry XXXVIII von Reuss xây dựng theo phong cách Tân Gothic trong giai đoạn 1806 - 1818. Lâu đài được dùng để quan sát và làm nơi trú ẩn của thợ săn. Năm 1842, lâu đài Henry được xây dựng lại và có một diện mạo mới (tồn tại cho đến ngày nay). Nguyên nhân xây dựng lại lâu đài có khả năng là do Hoàng tử Henry von Reuss ưa chuộng hình mẫu của lâu đài Chojnik. Khu bất động sản này thuộc sở hữu của gia đình von Reuss cho đến cuối năm 1945. Năm 1980, các nhà khảo cổ tìm thấy nhiều hiện vật lịch sử. Đó là hàng chục mảnh vỡ của các bình gốm từ thế kỷ 13.
Trong giai đoạn 2015 - 2016, tàn tích được cải tạo. Ngoài ra, một cầu thang đã được xây thêm để dẫn đường lên khu vực tháp.

## Hình ảnh

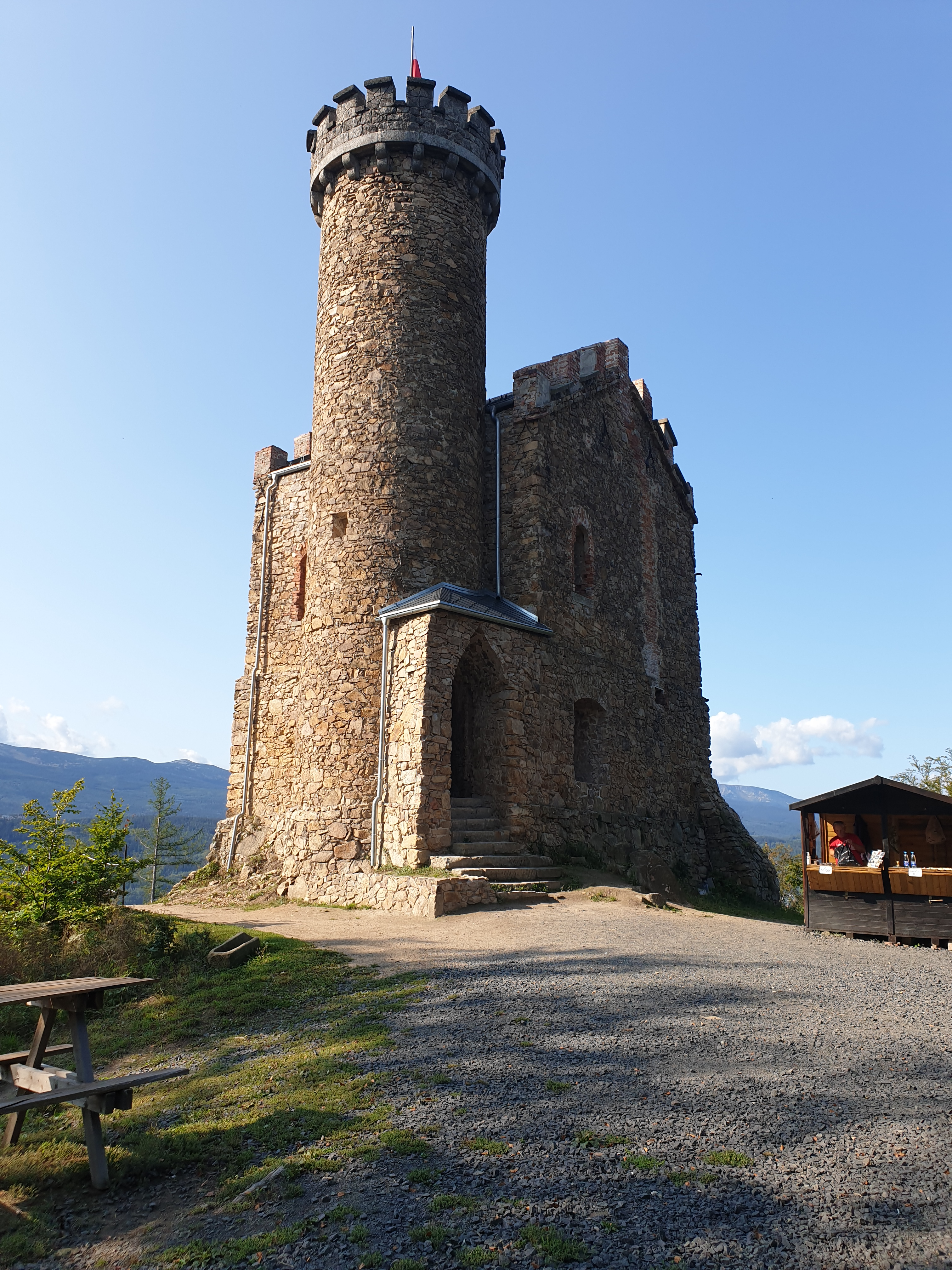
Tàn tích sau khi cải tạo (2020)
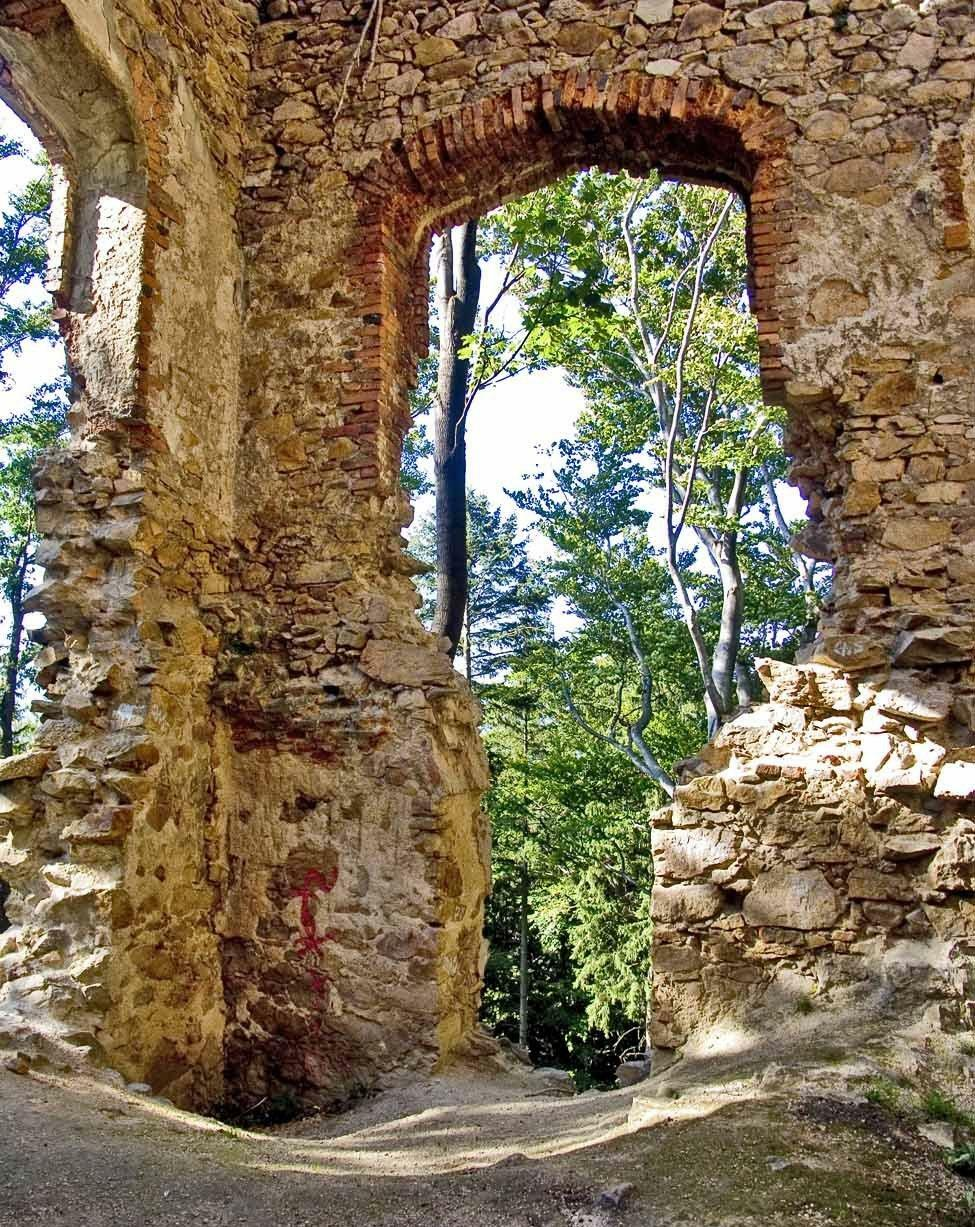
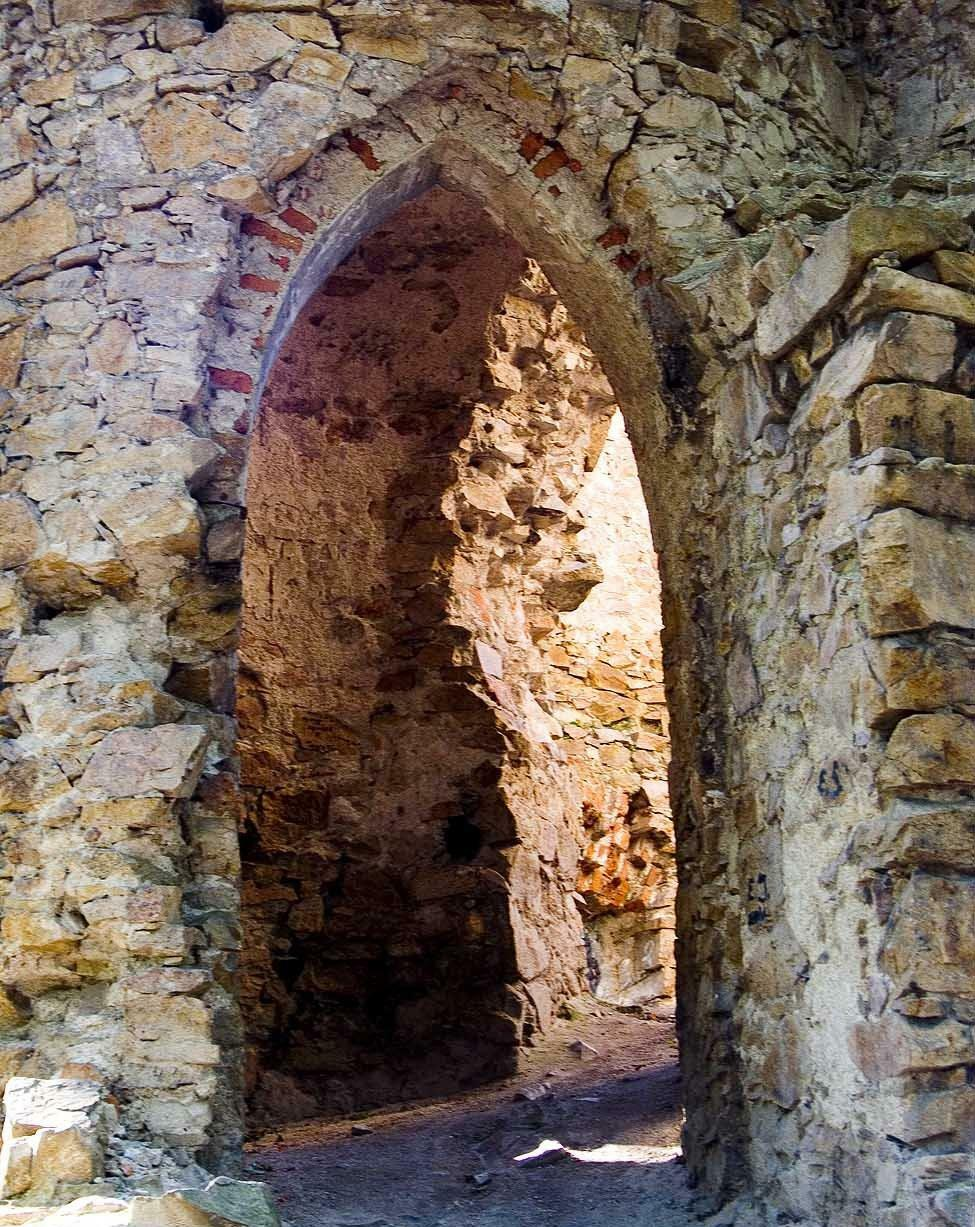